# Sainte-Luce (Isère)
Sainte-Luce is een gemeente in het Franse departement Isère (regio Auvergne-Rhône-Alpes) en telt 38 inwoners (2009). De plaats maakt deel uit van het arrondissement Grenoble.

## Geografie
De oppervlakte van Sainte-Luce bedraagt 8,3 km², de bevolkingsdichtheid is dus 4,6 inwoners per km².
De onderstaande kaart toont de ligging van Sainte-Luce (Isère) met de belangrijkste infrastructuur en aangrenzende gemeenten.

## Demografie
Onderstaande figuur toont het verloop van het inwonertal (bron: INSEE-tellingen).